# Cypripedium passerinum
Cypripedium passerinum är en orkidéart som beskrevs av John Richardson. Cypripedium passerinum ingår i släktet guckuskor, och familjen orkidéer. Inga underarter finns listade i Catalogue of Life.

## Bildgalleri

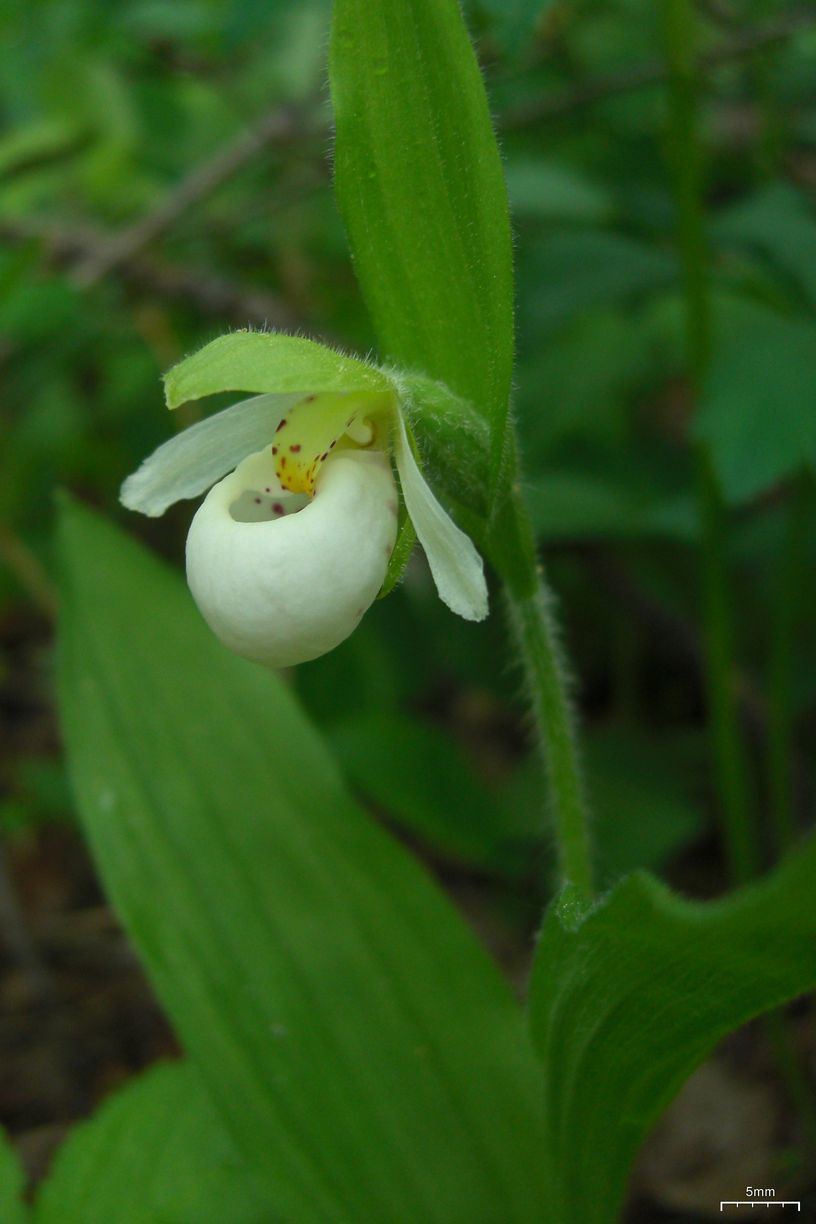